# 食用肝

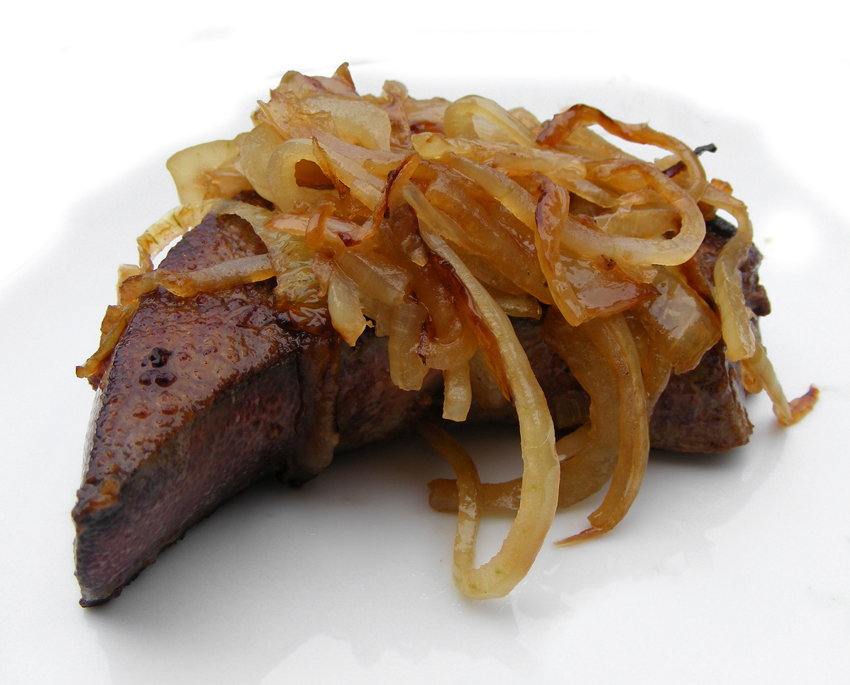
搭配洋蔥的豬肝切片

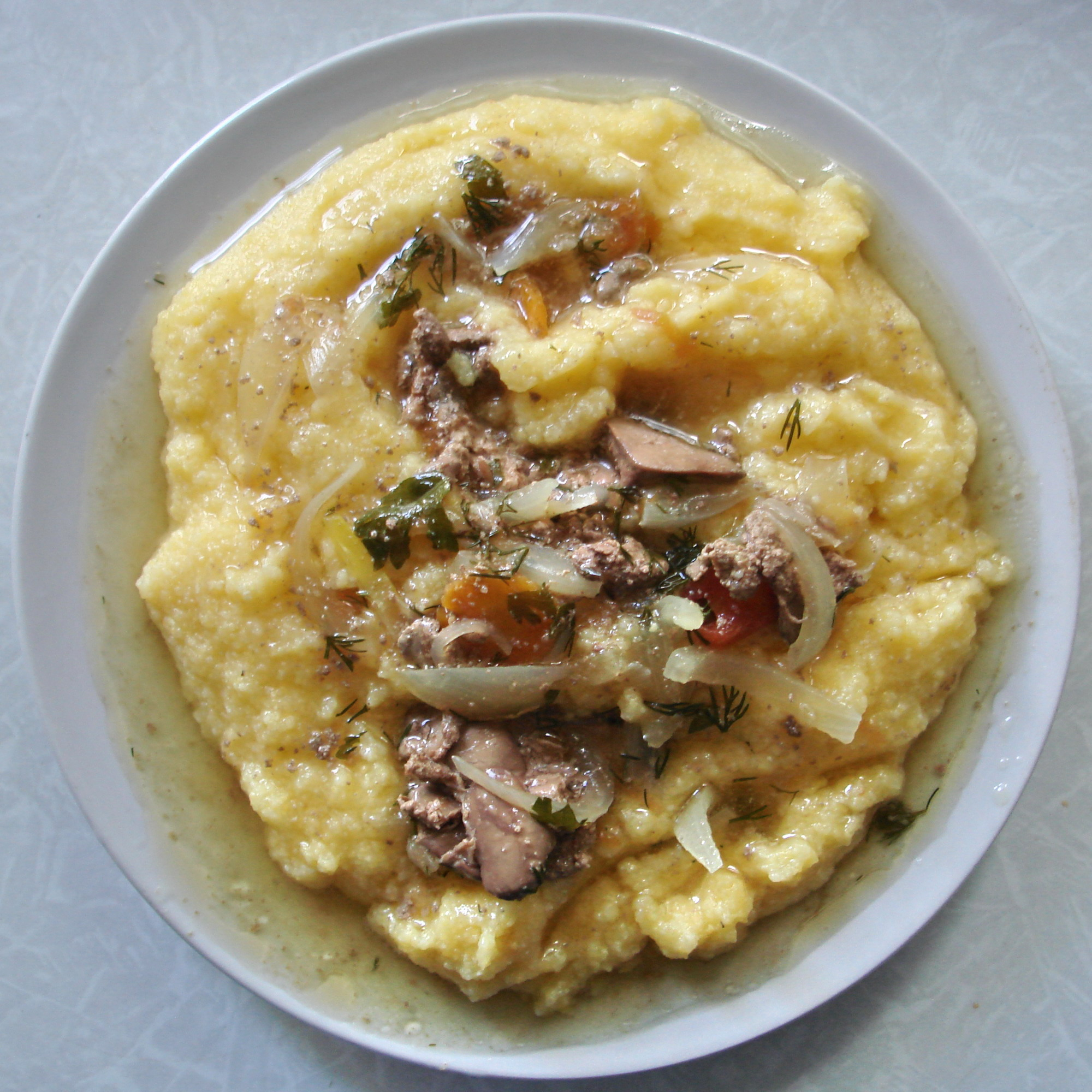
搭配雞肝的馬馬利加（玉米粉糊），是摩爾多瓦飲食的一種

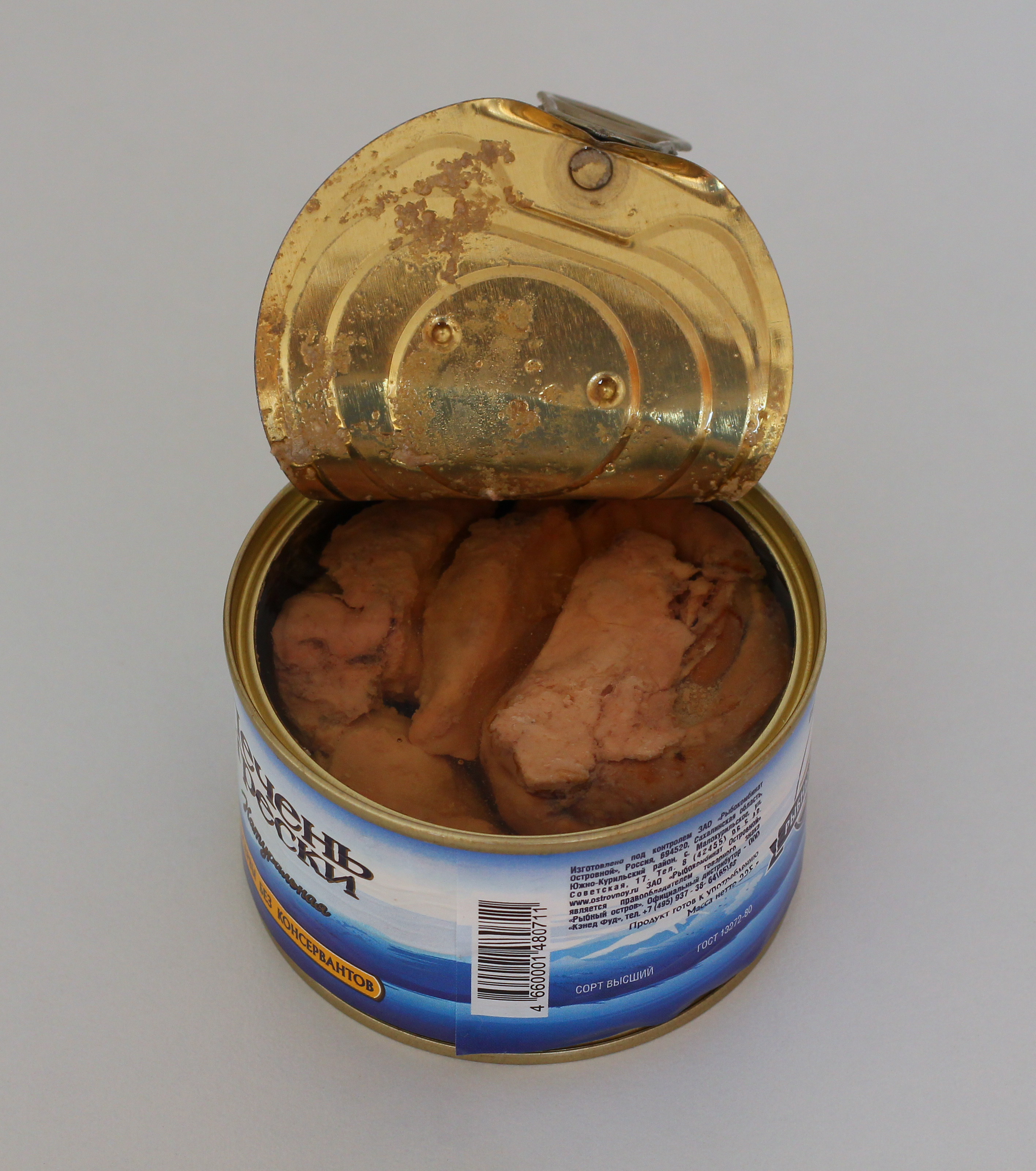
鱈魚肝的罐頭

哺乳動物、家禽和魚類的肝臟，通常會被稱為食用肝。食用肝來源通常來自於牛、小牛、羊、豬、雞、鵝以及鱈魚，且它們十分容易從肉販和超級市場內取得。動物肝臟富含亞鐵離子、銅離子和既成維生素A。像是100克的鱈魚肝臟便含有5毫克的維生素A和100微克的維生素D。

## 烹調
肝臟可以烤炙、水煮、炒、炸、亦或生食（例如刺身或黎巴嫩菜的Asbeh nayeh、Sawda naye）。在許多料理方式中，切片的肝臟通常會與肉片或切片的腎臟做組合，像是各種形式的中東混合燒烤（例如耶路撒冷混和燒烤）。肝臟常常會被製作成抹醬，例如豬肝醬、肥肝以及碎肝。而以肝臟製成的香腸，像是燻肝腸和德國豬肝腸。在南非，一道名為小陸龜的傳統美食，便是以碎羊肝包覆著小牛脂肪以大火燒烤製成。

## 魚肝
一些魚類的肝臟非常珍貴，如魟魚的肝臟。它們通常會被製作成精緻的佳餚，例如英格蘭地區的黃貂魚肝臟（在法式料理的名稱為或是）。而鱈魚肝通常會與油脂和調味料混和製成，在歐洲常被用來搭配麵包和土司塗抹著吃。在俄羅斯，則習慣搭配馬鈴薯食用。鱈魚肝油也常常被當作營養補充品使用。

## 毒性
由於富含維生素A，過量攝食肝臟容易導致極度危險的維生素A過多症。已經有一些對於維生素A的紀錄和科學研究指出：北極熊、海象、髯海豹、駝鹿以及哈士奇的肝臟對人體是有毒的，因為它們都擁有豐富的維生素A。像是因紐特人就不會食用北極熊和髯海豹的肝臟。經估計，食用500公克的北極熊肝臟便可能中毒。
在1912年，與探險家瓦列里安·阿爾巴諾夫航行北冰洋的俄羅斯的水手亞歷山大·康拉德，便紀錄過食用北極熊肝臟後的痛苦感受。1913年，南極洲遠東黨的探險家道格拉斯·莫森和格扎维埃·梅茨據信在食用哈士奇的肝臟後亦出現中毒症狀，儘管這種說法最近受到質疑。
維生素A的中毒性，以攝取脂溶性維生素A和肝臟較為低，以攝取水溶性維生素A和固體製品較為高。
2012年，加拿大努納福特地區政府曾警告懷孕婦人避免食用環斑海豹的肝臟，原因在於其含有過量的汞。
與維生素無關，四齒魨科的肝臟（尤其多見於日式料理的河豚）含有最高濃度的神經毒素河魨毒素，因此通常不會被輕易食用，而在日本法律中，也嚴格規範其相關食用標準。

## 傳統文化
豬肝是夏威夷的傳統美食，它通常會在跨年夜中被食用。

## 來源
1. ↑  Nährstoffe und Vitamine in Dorschleber （页面存档备份，存于） Deutsches Ernährungsberatungs- und -informationsnetz （德文）
2. ↑  Calvin W. Schwabe Unmentionable Cuisine （页面存档备份，存于） （英文）
3. 1 2  Rodahl, K.; T. Moore. . Biochemical Journal. July 1943, 37 (2): 166–168. ISSN 0264-6021. PMC 1257872 . PMID 16747610. doi:10.1042/bj0370166.
4. ↑  McDowell, Lee Russell. . John Wiley & Sons.   [2013-02-25]. （原始内容存档于2020-06-25）. （页面存档备份，存于）
5. ↑  Albanov, Valerian. . . ISBN 978-0679783619.
6. ↑  Carrington-Smith, Denise. . Medical Journal of Australia. 2005-12-05, 183 (11)  [2025-07-24]. ISSN 0025-729X. （原始内容存档于2019-12-05）.
7. ↑  Myhre, Anne M; Monica H Carlsen; Siv K Bøhn; Heidi L Wold; Petter Laake; Rune Blomhoff. . The American Journal of Clinical Nutrition. 2003-12-01, 78 (6): 1152–1159  [2012-04-16]. ISSN 0002-9165. （原始内容存档于2023-11-19）.
8. ↑  .   [2017-08-02]. （原始内容存档于2020-06-25）. （页面存档备份，存于）
9. ↑  泥仔. . DQ 地球圖輯隊. 2018-01-17  [2025-07-24] （中文（臺灣））.
10. ↑  Ethnic Foods of Hawaiʻi （页面存档备份，存于） page 80